# Halecium humile
Halecium humile är en nässeldjursart som beskrevs av Francois Jules Pictet de la Rive 1893. Halecium humile ingår i släktet Halecium och familjen Haleciidae. Inga underarter finns listade i Catalogue of Life.